# خطيات منحنية
خطيات منحنية (الاسم العلمي: Cyrtograptus)، جنس منقرض من الخطيات أو الجرابتوليت. تم اقترح اسم النوع الخطيات المنحنية غرانوس (Cyrtograpsus grayianus) في اجتماع الجمعية الجيولوجية في غلاسكو وكان تكريما للمرأة التي اكتشفتها إليزابيث غراي.